# Goldener Spatz 2018
Das 26. Deutsche Kinder Medien Festival Goldener Spatz fand vom 10. bis 16. Juni 2018 in Gera und Erfurt statt. Erstmals wurde ein Publikumspreis für den besten Jugendfilm vergeben.

## Beschreibung
Insgesamt liefen 50 Film- und Fernsehbeiträge im Festivalprogramm; davon 38 im Wettbewerb. Die Goldenen Spatzen wurden in den fünf Kategorien Kino-/Fernsehfilm, Kurzfilm, Serie/Reihe, Information/Dokumentation und Unterhaltung verliehen. Zudem wurde ein Goldener Spatz für die beste Darstellung vergeben. In der Kategorie Website/App waren acht Angebote für den Goldenen Spatz nominiert.
Vier Produktionen feierten im Wettbewerb Kino/TV ihre Premiere: Der Krieg und ich: Anton, 199 kleine Helden: Mongolei, Tut alt werden weh? und Käpt’n Sharky.
In den sieben Veranstaltungstagen kamen rund 19.000 Besucher zum Festival, davon 650 akkreditierte Branchenvertreter – ein Rekord. 22 Filmvorführungen waren ausverkauft. Zu den Filmgästen gehörten u. a.: Uwe Ochsenknecht, Ralph Caspers, Clarissa Corrêa da Silva, Petra Schmidt-Schaller, Anton Spieker, Walter Sittler, Sigrid Klausmann, Andreas Dresen u. v. m. Eine Besonderheit war die inklusive Vorstellung des Films Die kleine Hexe. Erstmals konnten auch hör- und sehbeeinträchtige Kinder mittels Gebärdensprachdolmetscher und Live-Audiodeskription an einer Filmvorführung barrierefrei teilnehmen.

## Preisträger
(Quelle:)

### Preise der Kinderjury Kino-TV
- Kino-/Fernsehfilm*: Hilfe, ich hab meine Eltern geschrumpft
- Serie/Reihe Animation: Der kleine Vogel und die Raupe
- Unterhaltung: Draußen schlafen – Der Bettkampf: Auf der Skipiste
- Information/Dokumentation: Der Krieg und ich: Anton
- Kurzfilm: Chika, die Hündin im Ghetto
- Bester Darstellerin: Karoline Herfurth (Die kleine Hexe)
- Lobende Erwähnung: Oskar Keymer (Hilfe, ich hab meine Eltern geschrumpft)

* an den Kino-/Fernsehfilm gekoppelt: Preis des Thüringer Ministerpräsidenten für den Regisseur Tim Trageser von Hilfe, ich hab meine Eltern geschrumpft (dotiert mit 1.500 Euro)

### Preis der Kinderwebjury
- Beste Website/App zum Thema „Toleranz leben, Vielfalt stärken“: Kinderweltreise.de

### Preise der Jury des MDR Rundfunkrates
gemeinsam vergeben mit der Autorin Antonia Rothe Liermann
- Bestes Drehbuch: Jon Frickey für Katzentage (dotiert mit 4.000 Euro)

### Publikumspreis
- Das schweigende Klassenzimmer (Regie: Lars Kraume) (dotiert mit 1.000 Euro)